# Profítis
Profítis är en ort i Grekland.   Den ligger i prefekturen Nomós Thessaloníkis och regionen Mellersta Makedonien, i den nordöstra delen av landet, 300 km norr om huvudstaden Aten. Profítis ligger 118 meter över havet och antalet invånare är 963.
Terrängen runt Profítis är kuperad åt nordost, men åt sydväst är den platt. Runt Profítis är det ganska glesbefolkat, med 22 invånare per kvadratkilometer. Närmaste större samhälle är Chortiátis, 17,3 km sydväst om Profítis. Trakten runt Profítis består till största delen av jordbruksmark.